# Снежана Ружичић
Снежана Ружичић (Јајце, 6. април 1976) српски је политичар. Начелник је Општине Језеро и функционер Савеза независних социјалдемократа (СНСД).